# Vlad Mușatescu
Vlad Alexandru Mușatescu (n. 4 mai 1922, Pitești, România – d. 4 martie 1999, București, România) a fost un scriitor și umorist român. A fost secretarul editurii ABC (1941-1945), redactor la ziarul Înainte (1945-1948), redactor la Editura Europolis, șef tehnic, redactor artistic, machetator la diverse edituri și reviste precum Flacăra, Gazeta literară și Cinema. 
Debutează în volum în anul 1954. A scris numeroase cărți pentru copii și adulți, în special parodii polițiste, și a tradus din Kipling, J. London, Cronin, Dylan Thomas, Caldwell.
Cărțile sale sunt adesea scrise la persoana întâi, iar faptele, locurile și celelalte personaje sunt inspirate sau luate direct din viața scriitorului.

## Cronologie
- 1922, 4 mai - Se naște Vlad Alexandru Mușatescu, în Pitești, fiul lui Eftimie, "de meserie contabil" și al Olgăi, "fata unor țopîrlani de la Poiana Mare".
- 1928 - Se naște sora sa, Floreia, despre care va vorbi doar rareori în cărțile sale.
- 1932 - Absolvă cele patru clase primare la Pitești. Dă examen de admitere și intră la Liceul Militar „D.A. Sturdza” din Craiova.
- 1936 - Împreună cu un coleg de liceu fuge în... Abisinia, dar nu ajung decît pînă la București. Este mutat disciplinar la Liceul Militar „Regele Ferdinand I” din Chișinău.
- 1937 - Părinții săi divorțează și se recăsătoresc. Este elev în clasa a VI-a la Liceul Israelit "Cultura - Max Aziel" din București.
- 1938 - Liceul israelit fiind desființat și cursurile sale nerecunoscute, repetă clasa a VI-a la Liceul Comercial "Gh. Chițu" din Craiova.
- 1940-1942 - Corector la diverse publicații bucureștene efemere, printre care CURENTUL LITERAR MAGAZIN.
- 1942, 19 septembrie - Debutează ca prozator în paginile UNIVERSULUI LITERAR, cu nuvela "Maruca Schiavoni".
- 1943 - Este secretar al editurii ABC din Craiova, unde își publică și primele cărți (pentru copii): " Bobby Felix Făt-Frumos", "Magdalena și Tîrțoi", "Pogonici Ariciul".
- 1943 - Pleacă în Basarabia, unde se însoară pe 27 august cu Penke (Paraschiva Zabunov, de origine bulgară, născută pe 2 noiembrie 1917).
- 1945, aprilie - Se repatriează, stabilindu-și domiciliul provizoriu la Craiova.
- 1945 - Publică primul său roman, "La Sud de Lacul Nairobi", la editura locală ABC.
- 1945-1946 - Lucrează în redacțiile ziarelor craiovene ÎNAINTE și SITUAȚIA.
- 1946-1948 - Director al editurii bucureștene EUROPOLIS (finanțată de P.C.R.).
- 1946 - Depășește suta de kilograme (în cîțiva ani ajungând la 142 kg, după care vor urma celebrele cure de slăbire).
- 1948 - Desființîndu-se EUROPOLIS, este numit șeful serviciului de tehnoredactare al EDITURII DE STAT.
- 1948, 14 iunie - Devine membru al Uniunii Scriitorilor din România.
- 1949 - Se cunună civil cu Penke, la sectorul „de negru".
- 1952 - Este transferat ca șef de serviciu la Direcția Generală a Editurilor, iar apoi va lucra la EDITURA DE STAT PENTRU LITERATURĂ ȘI ARTĂ (ESPLA).
- 1953, 1 mai - Colaborează la lansarea primului număr al revistei FLACĂRA, unde va lucra ca tehnoredactor pînă în 1958.
- 1959 - Este tehnoredactor la GAZETA LITERARĂ. Tot în acest an va cumpăra un teren la Tîncăbești (lîngă București) unde va ridica celebra sa fermă agro-literară și unde își va scrie cea mai mare parte a romanelor sale.
- 1965-1968 - Este redactor artistic la revista CINEMA.
- 1966-1968 - Tehnoredactor la SCÎNTEIA.
- 1968 - Se pensionează medical cu diagnosticul "adenom hipofizar, obezitate și hipertensiune arterială".
- 1973, mai - îi apare în revista ARGEȘ din Pitești singurul ciclu de poezii "suprarealiste".
- 1973 - Moare mătușa sa, Ralița, cel de-al treilea personaj al trio-ului "Conan Doi - Penke - tanti Ralița" ce animă toate romanele sale.
- 1974 - Editura Dacia din Cluj îi publică în colecția Scorpionul cel de-al treilea roman din ciclul „Jocurile detectivului Conan", "De-a v-ați ascunselea".
- 1975 - La editura ALBATROS din București îi apare în sfârșit primul roman din ciclu, "De-a puia gaia".
- 1976 - Apare "De-a baba oarba", al doilea roman.
- 1977  - "De-a bîza" este al 4-lea roman din ciclu, apărut tot la ALBATROS.
- 1977 - Este invitat la Simpozionul traducătorilor de la Varna (Bulgaria). Va reveni în 1980 și 1982.
- 1978, mai - Marin Preda, directorul editurii CARTEA ROMÂNEASCĂ îi editează, cele 4 romane enunțate anterior în 2 volume purtând titlul generic de "Extravagantul Conan Doi".
- 1981 - Editura ALBATROS îi publică primul volum al noului său roman "Contratimp" (Premiul UNIUNII SCRIITORILOR, în același an).
- 1981 - Sunt demolați din Calea Moșilor și primesc un apartament în Colentina.
- 1982 - Participă la un "schimb de experiență" la Moscova, la invitația Uniunii Scriitorilor Sovietici.
- 1982  - începe colaborarea cu editura ION CREANGĂ din București, care îi va publica mai multe romane umoristice pentru copii. în acest an apare: "Unchiul Andi Detectivul și nepoții săi".
- 1983  - Apare "Contratimp", volumul 2. Este invitat și participă la Festivalul Umorului de la Gabrovo (Bulgaria).
- 1984  - La editura CARTEA ROMÂNEASCĂ îi apare primul volum din ciclul memoriilor sale, "Aventuri aproximative".
- 1984, 8 decembrie - Comuna Tîncăbești fiind "sistematizată" din ordinul tovarășului și celebra fermă agro-literară rasă de pe fața pământului, Vlad și Penke Mușatescu se mută în comuna Găgeni, lîngă Ploiești.
- 1985 - Apare "Cei trei veseli năpîrstoci", roman pentru copii la editura ION CREANGĂ.
- 1986 - Apare "Aventuri aproximative", volumul II.
- 1987  - Apare "Aventuri aproximative", volumul III și volumul "Expediția Nisetrul 2", la ION CREANGĂ.
- 1989 - Apare "Oameni de bună credință" - titlul schimbat de cenzură pentru volumul 4 din ciclul "Aventuri aproximative".
- 1991 - Apare "Unchiul Andi detectivul și nepoții săi, ostrogoții" într-o ediție definitivă la editura PORUS din București.
- 1992 - Apare "Patru ostrogoți, unu' mare și trei mici!", volum ce încheie ciclul de romane de la editura ION CREANGĂ.
- 1992 - Sub pseudonimul "James Windley Chance" publică la editura ROLEX din Ploiești două mini-romane "alimentare" (într-un singur volum): "Zece fufe mititele" și "Războiul Chiloților".
- 1995 - JURNALUL DE PRAHOVA, săptămânal ploieștean, începe să-i publice fragmente din volumul 5 al "Memoriilor aproximative". În 1997, la împlinirea vârstei de 75 de ani, i se va acorda titlul de "director de onoare" al publicației.
- 1996 - Povestiri și alte fragmente din "Memorii aproximative" îi apar și în cotidianul GAZETA DE SUD din Craiova.
- 1997 - Editura AIUS din Craiova îi publică romanul "La Sud de lacul Nairobi", într-o ediție total refăcută.
- 1998 - Romanul "De-a bîza" îi este reeditat pentru a treia oară de editura Fundației CHEMAREA din Iași.
- 1999, 4 martie - Ne părăsește Vlad Mușatescu, lăsând în urma sa un personaj unic în literatura românească - "Extravagantul Conan Doi" dar și o descriere remarcabilă a vieții literare românești ante și postbelice.